# Анаром
Анаром (перс. عباس اباد) — село в Ірані, у дегестані Бала-Ларіджан, у бахші Ларіджан, шагрестані Амоль остану Мазендеран. У переписі 2006 року вказане як окремий населений пункт, але без відомостей про чисельність населення.

## Клімат
Середня річна температура становить 11,85 °C, середня максимальна – 25,90 °C, а середня мінімальна – -3,01 °C. Середня річна кількість опадів – 256 мм.
| Клімат поселення                              | Клімат поселення | Клімат поселення | Клімат поселення | Клімат поселення | Клімат поселення | Клімат поселення | Клімат поселення | Клімат поселення | Клімат поселення | Клімат поселення | Клімат поселення | Клімат поселення | Клімат поселення |
| Показник                                      | Січ.             | Лют.             | Бер.             | Квіт.            | Трав.            | Черв.            | Лип.             | Серп.            | Вер.             | Жовт.            | Лист.            | Груд.            |                  |
| Середній максимум, °C                         | 4,84             | 5,87             | 9,41             | 14,92            | 19,55            | 23,41            | 25,90            | 25,73            | 22,64            | 17,92            | 12,38            | 7,39             |                  |
| Середня температура, °C                       | 0,91             | 1,96             | 5,49             | 10,99            | 15,61            | 19,49            | 21,86            | 21,68            | 18,60            | 13,89            | 8,34             | 3,36             |                  |
| Середній мінімум, °C                          | −3,01            | −1,97            | 1,56             | 7,06             | 11,68            | 15,56            | 17,83            | 17,64            | 14,57            | 9,84             | 4,30             | −0,67            |                  |
| Норма опадів, мм                              | 30               | 28               | 38               | 27               | 25               | 10               | 7                | 7                | 10               | 24               | 23               | 27               |                  |
| Середньомісячна швидкість вітру, м/с          | 1.59             | 2.12             | 3.01             | 3.11             | 2.25             | 2.13             | 2.12             | 1.78             | 1.70             | 2.16             | 1.82             | 1.50             |                  |
| Середньомісячна сонячна радіація, кДж/м²·день | 9150             | 11836            | 14280            | 17494            | 20808            | 23653            | 23448            | 21788            | 18747            | 14257            | 10746            | 8815             |                  |
| --------------------------------------------- | ---------------- | ---------------- | ---------------- | ---------------- | ---------------- | ---------------- | ---------------- | ---------------- | ---------------- | ---------------- | ---------------- | ---------------- | ---------------- |
| Джерело:                                      |                  |                  |                  |                  |                  |                  |                  |                  |                  |                  |                  |                  |                  |